# Computer Fraud and Abuse Act
A "Lei Fraude e Abuso de Computador" - Computer Fraud and Abuse Act (CFAA) foi um ato do Congresso dos Estados Unidos em 1986 para tratar de revisão elaborada das leis criminais a respeito de crimes cometidos com auxílio de computador, uma tentativa de regulamentar o uso de computadores e definir o que são e como julgar ações tomadas na rede de computadores e em computadores em geral.

## História
No começo dos anos 80, houve crescimento notável do uso de computadores. Junto com esse crescimento surgiu uma preocupação com falta de regulamentação para enfrentar as possíveis atividades criminais ligadas a computador. O congresso americano então, em 1984, com o Comprehensive Crime Control Act adicionou provisões que tratavam do uso não autorizado de redes de computadores e computadores.
O Congresso dos Estados Unidos procurou deixar claras as restrições para os agentes da lei e para os donos e operadores de computadores que ficassem tentados a cometer crimes de acesso não autorizado. Conseguiram isso tornando crime acessar informação confidencial em computadores. Para evitar a constante modificação de leis existentes, preferiram unir as ofensas federais relacionadas a computador em um estatuto novo, único.
Mesmo com a criação do estatuto, o congresso investigou problemas associados a crimes realizados com computador para determinar se revisões às leis ainda eram necessárias. Durante 1985, muitas audições foram realizadas tanto na Casa Branca como no Senado dos Estados Unidos, sobre potenciais Projeto de lei sobre crimes realizados com computador. Essas audições culminaram na criação do Computer Fraud and Abuse Act (CFAA). O CFAA foi criado para "balancear o interesse do Governo Federal dos Estados Unidos em crimes de computador e os interesses dos estados de punir tais ofensas".

## Evolução
Conforme houve evolução nos crimes de computador e com a experiência adquirida pelos agentes da lei com o CFAA, o CFAA teve adendos realizados pelo Congresso dos Estados Unidos em 1988, 1989, 1990, 1994, 1996, 2001, 2002 e 2008. Esses adendos foram necessários devido à evolução incessante da internet. As definições iniciais foram se tornando obsoletas e com isso eram consideradas muito vagas, até hoje se reclama da maneira que são considerados crimes: acessar computador sem autorização e exceder autorização permitida, conceitos tão vagos que podem ser utilizados ao bel prazer por acusadores com motivações diversas.

## Descrição
Uma listagem superficial das atividades criminais consideradas pela versão atual do CFAA:
1. Obter informação de segurança nacional;
2. Acessar um computador e obter informação;
3. Invasão de um computador do governo;
4. Acessar um computador para defraudar ou obter valor;
5. Causar danos:
  1. Intencionalmente causar danos por transmissão conhecida;
  2. Inconsequentemente causar dano por acesso intencional;
  3. Negligentemente causar dano e perda por acesso intencional;
6. Tráfico de senhas;
7. Extorsão envolvendo computadores.

## Casos Famosos
- Estados Unidos contra Aaron Swartz, em 2011. Aaron obteve informações da JSTOR através de download, conectando-se diretamente à rede por cabos em um armário de servidores do MIT. Ambos MIT e JSTOR tentaram impedi-lo, porém Aaron encontrou maneiras de burlar a proteção. Ele foi então acusado de violar várias das atividades consideradas proibidas na CFAA.[3][4] Em janeiro de 2013, Aaron cometeu suicídio, e o caso foi deixado.[5]
- Craigslist contra 3Taps, em 2012. Craigslist acusou o 3Taps de quebra do CFAA pelo uso de encobrimento do IP para acesso ao sítio do Craiglist e por realizar mineração de dados do conteúdo dos classificados do sítio sem permissão. A justiça federal dos Estados Unidos reconheceu, em agosto de 2013,  que as ações tomadas pelo 3Taps violaram o CFAA e pagaram por danos civis por acesso não autorizado. O juiz classificou o uso de proxy para evitar o bloqueio de IP como uma atitude que usuários regulares não tomam.[6]